# Salmonberries
Salmonberries is een Duitse dramatische film uit 1991 van Percy Adlon, geschreven door Adlon en zijn zoon Felix.

## Korte inhoud
k.d. lang speelt de rol van Kotzebue, een jonge androgyne vrouw, die als (mannelijk) mijnwerker werkt in Alaska, en Rosel Zech speelt Roswitha, een Oost-Duitse immigrante, die bibliothecaresse is in Kotzebue in Alaska en haar man verloor bij de vlucht uit Oost-Duitsland. Beiden raken bevriend wanneer Koztebue onderzoeking doet naar haar afkomst in de plaatselijke bibliotheek.
De film speelt zich af in Kotzebue en Berlijn, kort na de Duitse hereniging. De dialogen zijn grotendeels in het Engels, maar ook in het Duits.

## Rolverdeling
| Acteur             | Personage          |
| ------------------ | ------------------ |
| Oscar Kawagley     | Butch              |
| Rosel Zech         | Roswitha           |
| k.d. lang          | Kotzebue           |
| Eugene Omiak       | Gvy                |
| Wayne Waterman     | Ronnie             |
| Jane Lind          | Noayak             |
| Chuck Connors      | Bingo Chuck        |
| Alvira H. Downey   | Izzy               |
| Wolfgang Steinberg | Albert             |
| Christel Merian    | vrouw van Albert   |
| George Barril      | bediende van Bingo |
| Gary Albers        | wandelaar          |

## Prijzen
- "Grand Prix des Amériques" (Beste film), Montreal World Film Festival
- Beste actrice, Rosel Zech, Bayerischer Filmpreis
- Beste productie, Eleonore Adlon, Bayerischer Filmpreis